# Monte Grappa
De Monte Grappa is een 1775 meter hoge berg op de grens van de Italiaanse provincies Belluno, Vicenza en Treviso in de regio Veneto.
De berg is gelegen tussen de rivieren Brenta en Piave. Ten zuiden van het gebergte ligt de stad Bassano del Grappa. Vanuit deze stad loopt een weg naar de top vanwaar men een weids uitzicht over de laagvlakte en vooralpen van de Veneto heeft. Voor wielrenners is de Monte Grappa een enorme uitdaging. Van Bassano tot de top moeten over een afstand van nog geen 30 kilometer 1500 hoogtemeters overwonnen worden.
Gedurende de Eerste Wereldoorlog is er hevig rondom de Monte Grappa gevochten en vielen er duizenden slachtoffers. In de jaren dertig heeft men hiervoor een enorm monument en ossuarium op de top gebouwd. Op de berg rusten 12.615 Italiaanse en 10.295 Oostenrijkse soldaten.

## Wielrennen
Ook in het wielrennen is de Monte Grappa een gekende term. Er zijn negen zijden langs waar men met de fiets de berg kan oprijden. In 1968 werd de berg voor het eerst opgenomen in de Ronde van Italië. In dat jaar lag de finish van de 10e etappe bovenop de berg en werd deze gewonnen door de Italiaan Emilio Casalini.
In 2014 was de Monte Grappa het strijdtoneel voor een klimtijdrit, gewonnen door Nairo Quintana. Hij zou uiteindelijk ook deze Giro winnen.
Verder werd de Monte Grappa nog zeven maal opgenomen in het parcours (1974, 1982, 2010, 2017, 2 keer in 2024 en 2025), maar lag de eindstreep telkens verder in de wedstrijd.
| Jaar | Rit | Datum  | Etappe                                 | km   | Eerste boven       | Winnaar etappe  |
| ---- | --- | ------ | -------------------------------------- | ---- | ------------------ | --------------- |
| 1968 | 10  | 30 mei | Trente > Monte Grappa                  | 136  | Emilio Casalini    | Emilio Casalini |
| 1974 | 21  | 7 juni | Misurina > Bassano del Grappa          | 194  | José Manuel Fuente | Eddy Merckx     |
| 1982 | 16  | 31 mei | Comacchio > San Martino di Castrozza   | 243  | Leonardo Natale    | Vicente Belda   |
| 2010 | 14  | 22 mei | Ferrara > Asolo                        | 205  | Ivan Basso         | Vincenzo Nibali |
| 2014 | 19  | 30 mei | Bassano del Grappa > Cima Grappa (ITT) | 26,8 | Nairo Quintana     | Nairo Quintana  |
| 2017 | 20  | 27 mei | Pordenone > Asiago                     | 190  | Dries Devenyns     | Thibaut Pinot   |
| 2024 | 20  | 25 mei | Alpago > Bassano del Grappa            | 184  | Giulio Pellizzari  | Tadej Pogačar   |
| 2024 | 20  | 25 mei | Alpago > Bassano del Grappa            | 184  | Tadej Pogačar      | Tadej Pogačar   |
| 2025 | 15  | 25 mei | Fiume Veneto > Asiago                  | 219  | Lorenzo Fortunato  | Carlos Verona   |